# Kaplica Hallerów w Dworach
 Kaplica Hallerów w Dworach – Kaplicę wzniesiono na początku XIX wieku w parku dworskim w Dworach (Oświęcim) z przeznaczeniem na mauzoleum rodziny Hallerów, właścicieli majątku. 
Kaplicę wzniesiono na rzucie koła, nakrywając jej wnętrze półkolistą kopułą. Ściany zewnętrzne zostały podzielone ośmioma pilastrami jońskimi, wspierającymi belkowanie. Powyżej belkowania biegnie profilowany gzyms koronujący, dekorowany fryzem kostkowym. Półokrągłe wejście usytuowano od zachodu. Prowadzi do niego pięć stopni. Wejście zamyka żelazna, klasycystyczna krata.
9 lutego 1919 roku został tu pochowany Cezary Haller, który zginął 26 stycznia 1919 roku w przegranej bitwie z oddziałami czeskimi pod Kończycami Małymi w gminie Zebrzydowice w powiecie cieszyńskim. 
Pochowani są tu także ostatni właściciele posiadłości Barbara Haller–Rottmanowa i jej mąż Ignacy Rottman oraz Antoni Haller, syn Cezarego Hallera. W 2010 r. z inicjatywy Urzędu Miasta Oświęcim obiekt ten został gruntownie odnowiony. 
W najbliższym sąsiedztwie kaplicy, w dawnym spichlerzu dworskich znajdują się warsztaty terapii zajęciowej Fundacji im. Brata Alberta.